# عبد السلام المجالي
عبد السلام عطا الله المجالي (1925 – 3 يناير 2023) طبيب وسياسي أردني من مواليد مدينة الكرك، شغل منصب رئيس وزراء الأردن سابقاً على فترتين، الأولى ما بين 1993–1995 والثانية ما بين 1997–1998، كما كان رئيسًا للجامعة الأردنية. وهو شقيق السياسي رئيس مجلس النواب الأردني الأسبق وعضو مجلس الأعيان الأردني عبد الهادي المجالي.

## المؤهلات العلمية
- بكالوريوس (إجازة) في الطب من الجامعة السورية عام 1949.
- دبلوم في الأنف والأذن والحنجرة من الكلية الملكية للجراحين والكلية الملكية للأطباء البريطانيين عام 1953.
- زميل الكلية الأمريكية للجراحين عام 1960.
- شهادة الدكتوراه الفخرية من جامعة أنقرة بتركيا.
- شهادة الدكتوراه الفخرية من الجامعة الأردنية عام 2014.

## المناصب التي شغلها

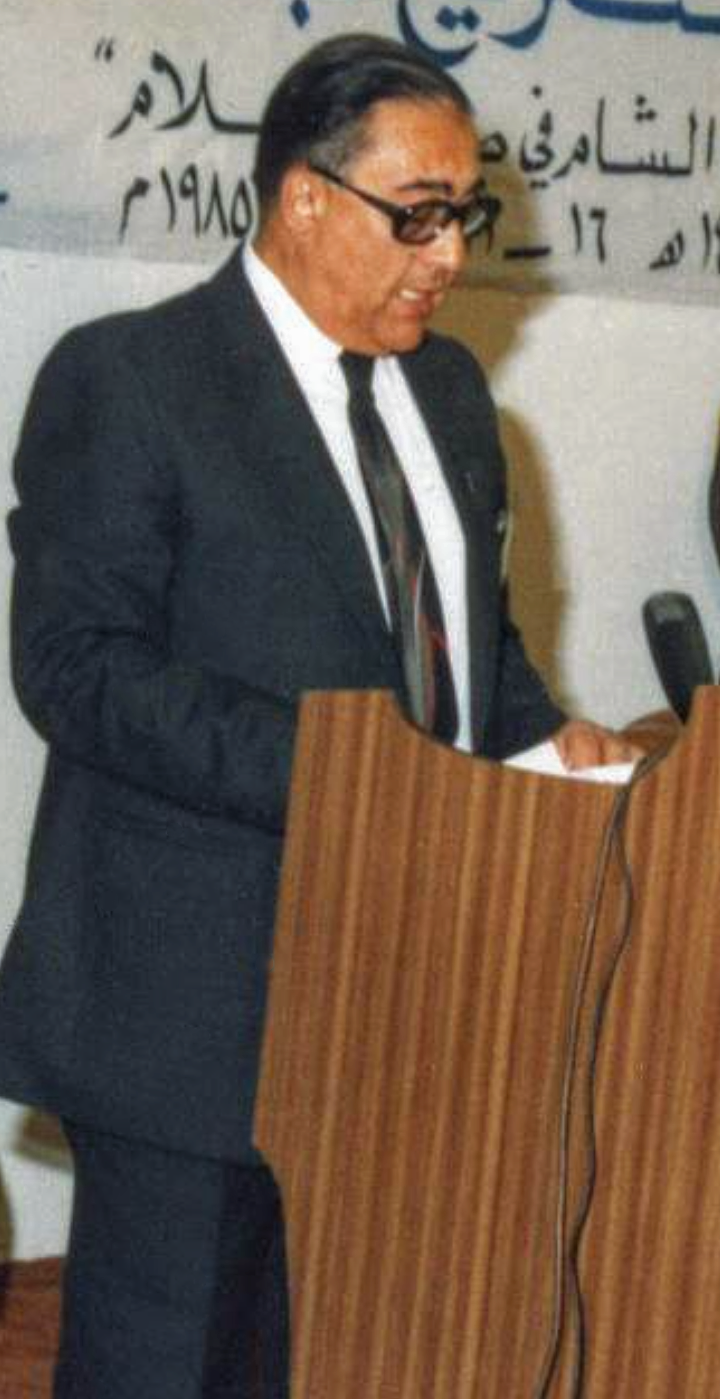
عبد السلام المجالي رئيسًا للجامعة الأردنية، صورة أُخذَت من داخل الجامعة عام 1985.

- 1949-1950 طبيب عام في الجيش العربي الأردني.
- 1953-1956 طبيب اختصاصي أنف أذن حنجرة في المستشفى الرئيسي للجيش العربي الأردني.
- قائد المستشفى الرئيسي العسكري.
- طبيب مستشار للأنف والأذن والحنجرة.
- مدير الخدمات الطبية الملكية.
- مستشار أذن وأنف وحنجرة في القوات المسلحة الأردنية.
- 1969 - 1970 وزير الصحة.
- 1970-1971 وزير الصحة ووزير دولة لشؤون رئاسة الوزراء
- 1971 وزير دولة لشؤون رئاسة الوزراء.
- 1971-1976 رئيس الجامعة الأردنية.
- 1973 أستاذ في كلية الطب بالجامعة الأردنية.
- 1976-1979 وزير التربية والتعليم ووزير الدولة لشؤون رئاسة الوزراء.
- 1980-1989 رئيس الجامعة الأردنية.
- 1991 رئيس الوفد الأردني لمفاوضات السلام العربية الإسرائيلية.
- 1993-1995رئيس الوزراء ووزير الخارجية والدفاع.
- 1997-1998 رئيس الوزراء ووزير الدفاع.

## وفاته
توفي مساء يوم الثلاثاء 10 جمادى الآخرة 1444 هـ الموافق 3 يناير 2023م في مدينة الحسين الطبية في العاصمة عمّان. عن عمر ناهز السابعة والتسعين.